# Akasztó-hegyi-üreg
Az Akasztó-hegyi-üreg a Tihanyi-félszigeten, a Balaton-felvidéki Nemzeti Park területén található egyik barlang.

## Leírás
A tihanyi Akasztó-hegy csúcsától É-ra kb. 50 m-re helyezkedik el az Akasztó-hegyi-üreg. Megközelíthető az akasztó-hegyi autóparkolótól a zöld jelzésű turistaösvényen D felé. Kb. 50 m-re az Akasztó-hegy csúcsa előtt le kell térni a gerincen vezető ösvényről balra (a Balaton felé), innen kb. 10 m-t kell menni, és a gejzirit sziklák közötti szakadásban, kb. 194 m tengerszint feletti magasságban megtalálható a barlang.
A barlang bejárata ÉK felé néz, 1 m széles és 40 cm magas. A bejáratot előbb kiszélesedő, majd fokozatosan szűkülő és 280 cm után már járhatatlanná feltöltődött, zsákszerű üreg követi. A barlang alja 30°-osan lejt befelé. A bejáratnál 40 cm magas mennyezete 1 m után már csak 30 cm, tovább pedig fokozatosan alacsonyodik. A barlangba csak bekúszni lehet, majd testhelyzet-változtatás nélkül visszaaraszolni. Hossza 2,8 m és térfogata kb. 1 m³.
A kőbányászat által nagyon megbontott forráskúp aljában található a barlang. A közvetlen szomszédságában, tőle 3 m-re D-re van egy járhatatlan, 30°-os lejtésű szűk lyuk, mely 3 m-ig egyenesen bemérhető volt és benne róka lakott. Továbbá a barlang és a rókakotorék között egy még szűkebb lyuk is van. Nyilvánvaló, hogy mindhárom képződmény ugyanannak a rendszernek része. A már korábban lefejtett kúpban lévő barlang kürtőmaradványai. A barlangban és a többi lyukban forróvíz oldotta üstök és kannelúrák láthatók. Az előterük félköríves beszakadásnak látszó felszíne lehetett az egykori nagyobb barlang. Kis jelentőségű barlangrom, további kutatása nem látszik célszerűnek.
Előfordul a barlang az irodalmában Akasztó-dombi 5 barlangüreg (Eszterhás 1984), Akasztó-dombi barlangüregek (Eszterhás 1987), Akasztó-hegyi 5. barlang (Eszterhás 1987), Akasztó-hegyi 5 barlang (Eszterhás 1984), Akasztó-hegyi barlangüregek (Bertalan 1976), Akasztó-hegyi üreg (Eszterhás 1984) és Róka-lyuk (Eszterhás 1984) – ezt a nevet Szobonya Károly adta neki – neveken is. 1983-ban volt először Akasztó-hegyi-üregnek nevezve a barlang az irodalmában (Eszterhás 1983).

## Kutatástörténet
Az 1976-ban befejezett, Magyarország barlangleltára című kéziratban az van írva, hogy az Akasztó-hegyi barlangüregek Tihanyban, a tihanyi apátságtól D-re, kb. 1,2 km-re, az Akasztó-hegy meredek ÉK-i oldalán, sziklák lábánál, forrásmészkő feküjében lévő pannon homokban vannak. A kimállott sziklaüregek pár méter hosszúak. A kézirat üregekre vonatkozó része 1 kézirat alapján lett írva.
1983-ban Eszterhás István és Szobonya Károly keresték meg és mérték fel a barlangot, majd Eszterhás István a felmérés alapján megrajzolta az Akasztó-hegyi-üreg alaprajz térképét, hosszmetszet térképét és keresztmetszet térképét. A környékét ábrázoló helyszínvázlaton és a Tihanyi-félsziget térképén megfigyelhető a barlang földrajzi elhelyezkedése. Eszterhás István említette először, beazonosíthatóan, írott műben az Akasztó-hegyi-üreget. Konkrétan ennek a barlangnak az említése először A Bakony barlanglajstroma és a Jelentés a Tihanyi-félsziget szpeleográfiai terepbejárásáról című, 1983-ban készült kéziratokban bukkant fel.
Az 1984-ben kiadott, Lista a Bakony barlangjairól című összeállítás szerint az Akasztó-hegyi üreg (Akasztó-hegyi 5 barlang, Akasztó-dombi 5 barlangüreg, Róka-lyuk) nevű barlang a 4463-as barlangkataszteri területen, a Tihanyi-félszigeten, Tihanyban helyezkedik el. A barlang posztvulkánikus, 2×1 m-es és 40 cm magas. Az 1984-ben megjelent, Magyarország barlangjai című könyv országos barlanglistájában az Akasztó-hegyi barlangüregek összefoglaló név szerepel. A listához kapcsolódóan látható a Déli-Bakony, a Balaton-felvidék és a Keszthelyi-hegység barlangjainak földrajzi elhelyezkedését bemutató 1:500 000-es méretarányú térképen az üregek földrajzi elhelyezkedése.
Az Eszterhás István által 1989-ben írt, Magyarország nemkarsztos barlangjainak listája című kéziratban az olvasható, hogy a Bakony hegységben, a 4463-as barlangkataszteri területen, Tihanyban lévő Akasztó-hegyi-üreg gejziritben alakult ki. A barlang 2,8 m hosszú és 0,3 m magas. A listában meg van említve az a Magyarországon, nem karsztkőzetben kialakult, létrehozott 220 objektum (203 barlang és 17 mesterséges üreg), amelyek 1989. év végéig váltak ismertté. Magyarországon 40 barlang keletkezett gejziritben. Az összeállítás szerint Kordos László 1984-ben kiadott barlanglistájában fel van sorolva 119 olyan barlang is, amelyek nem karsztkőzetben jöttek létre.
Az Eszterhás István által 1993-ban írt, Magyarország nemkarsztos barlangjainak lajstroma című kéziratban meg van említve, hogy a Bakony hegységben, a 4463-as barlangkataszteri területen, Tihanyban található az Akasztó-hegyi-üreg. A gejziritben keletkezett barlang 2,8 m hosszú és 0,3 m magas. Az összeállításban fel van sorolva az a Magyarországon, nem karsztkőzetben kialakult, létrehozott 520 objektum (478 barlang és 42 mesterséges üreg), amelyek 1993 végéig ismertté váltak. Magyarországon 40 barlang, illetve mesterségesen létrehozott, barlangnak nevezett üreg alakult ki, lett kialakítva gejziritben. A Bakony hegységben 123 barlang jött létre nem karsztkőzetben. A 2001. november 12-én készült, Magyarország nemkarsztos barlangjainak irodalomjegyzéke című kézirat barlangnévmutatójában szerepel az Akasztó-hegyi-üreg. A barlangnévmutatóban fel van sorolva 10 irodalmi mű, amelyek foglalkoznak a barlanggal.

## További irodalom
- Bertalan Károly: Bakonyi barlangok adatgyűjteménye. Kézirat. Veszprém, Budapest. 1932–1976. (A kézirat megtalálható az Országos Környezet- és Természetvédelmi Hivatal adattárában.)
- Eszterhás István: A Bakony barlanglajstroma. Kézirat, 1983. (A kézirat megtalálható a Bakonyi Természettudományi Múzeumban, Zirc.)
- Eszterhás István: A Tihanyi-félsziget barlangkatasztere. Kézirat, 1984. (A kézirat megtalálható a Magyar Karszt- és Barlangkutató Társulat Adattárában és a KvVM Barlang- és Földtani Osztályon.) (Néhány oldallal és fényképpel bővebb, mint az 1987-es nyomtatott változat.)
- Eszterhás István: A Bakony nemkarsztos barlangjainak genotipusai és kataszteri jegyzéke. Kézirat. Budapest, 1986. Szerződéses munka az Országos Környezet- és Természetvédelmi Hivatalnak.